# Copa Norte de Futebol de 1998
A Copa Norte de 1998 foi a segunda edição organizada pela CBF do principal torneio entre clubes do Norte brasileiro, se considerando apenas a fase moderdesta da disputa. A competição foi disputada por 8 clubes de oitos estados, São seis da Região Norte mais dois estados do Nordeste Brasileiro (englobando o Meio Norte Brasileiro, o Maranhão e Piauí, ambos equipes campeãs e vice-campeões estaduais do ano anterior, As partidas ocorrem na forma mata-mata (eliminatórias) com partidas de ida e volta. Está edição da Copa Norte de Futebol teve a exclusão do Tocantins no torneio ambos fazendo parte da Copa Centro-Oeste de 1999.
A conquista do Sampaio Corrê na competição, le deu uma vaga a extinta competição internacional a Copa Conmenbol, sendo o único clube de futebol brasileiro a vencer duas competições regionais diferentes, esse feito foi estabelecido após ser campeão da Copa do Nordeste de 2018.

## Equipes participantes
| Estado   | Equipe          | Cidade              | Método de Classificação                        |
| -------- | --------------- | ------------------- | ---------------------------------------------- |
| Acre     | Rio Branco      | Rio Branco          | Campeão do Campeonato Acriano de 1997          |
| Amapá    | Ypiranga-AP     | Macapá              | Campeão do Campeonato Amapaense de 1997        |
| Amazonas | São Raimundo-AM | Manaus              | Campeão do Campeonato Amazonense de 1997       |
| Maranhão | Sampaio Corrêa  | São Luís            | Campeão do Campeonato Maranhense de 1997       |
| Pará     | Paysandu        | Belém               | Vice-campeão do Campeonato Paraense de 1997    |
| Piauí    | Picos           | Picos               | Campeão do Campeonato Piauiense de 1997        |
| Rondônia | Ouro Preto-RO   | Ouro Preto do Oeste | Vice-campeão do Campeonato Rondoniense de 1997 |
| Roraima  | São Raimundo-RR | Boa Vista           | Vice-campeão do Campeonato Roraimense de 1997  |

## Quartas de final
| 05 de Março de 1998 | Ouro Preto-RO | 0 – 2 | Rio Branco-AC | Estádio Aluizão, Porto Velho |
|                     |               |       |               |                              |

| 05 de março de 1998 | São Raimundo-AM | 3 – 0 | Paysandu | Estádio da Colina, Manaus |
|                     |                 |       |          |                           |

| 05 de março de 1998 | Ypiranga-AP | 2 – 2 | Picos | Estádio Zerão, Macapá |
|                     |             |       |       |                       |

| 05 de março de 1998 | São Raimundo-RR | 1 – 5     | Sampaio Corrêa                                                       | Estádio Canarinho, Boa Vista            |
|                     | Chulapa 2'      | Relatório | Carlos Alberto · 4', 28' · Paulinho · 18', 43' · Júnior Amorim · 68' | Árbitro: AM Washington José Alves Sousa |

| 11 de março de 1998 | Rio Branco-AC | 1 – 2 | Ouro Preto-RO | Estádio José de Melo, Rio Branco |
|                     |               |       |               |                                  |

| 11 de março de 1998 | Paysandu                              | 3 – 0 | São Raimundo-AM | Estádio Curuzu, Belém |
|                     | Maracanã · Manoel · Paulinho Santarém |       |                 |                       |

|  |       | Penalidades |
|  | 2 – 3 |             |

| 11 de março de 1998 | Picos | 1 – 1 | Ypiranga-AP | Estádio Helvídio Nunes, Picos |
|                     |       |       |             |                               |

|  |         | Penalidades |
|  | 10 – 11 |             |

| 11 de março de 1998 | Sampaio Corrêa                                                                                         | 10 – 0    | São Raimundo-RR | Estádio Castelão, São Luís                            |
|                     | Cal · 4', 25' · Júnior Amorim · 33', 46', 53', 60', 90+3' · Jurandir · 68', 79' · Hamílton Gomes · 75' | Relatório |                 | Público: 15 106 Árbitro: PA Pedro Gilmar Dantas Cunha |

## Semi-final
| 26 de março de 1998 | Rio Branco-AC | 2 – 1 | São Raimundo-AM | Estádio José de Melo, Rio Branco |
|                     |               |       |                 |                                  |

| 26 de março de 1998 | Sampaio Corrêa                        | 2 – 0     | Ypiranga-AP | Estádio Castelão, São Luís                           |
|                     | Cal 20' (pen) · Toninho Xerifão · 58' | Relatório |             | Público: 19 647 Árbitro: PI Rands Wellington Batista |

| 02 de abril de 1998 | São Raimundo-AM | 5 – 1 | Rio Branco-AC | Estádio da Colina, Manaus |
|                     |                 |       |               |                           |

| 02 de abril de 1998 | Ypiranga-AP | 1 – 2 | Sampaio Corrêa | Estádio Zerão, Macapá |
|                     |             |       |                |                       |

## Final
| 15 de abril de 1998 | São Raimundo-AM | 1 – 0     | Sampaio Corrêa | Estádio da Colina, Manaus |
|                     | Jeremias 9'     | Relatório |                |                           |

| 22 de abril de 1998 | Sampaio Corrêa                     | 2 – 1     | São Raimundo-AM | Estádio Castelão, São Luís                    |
|                     | Toninho Xerifão 27' · Marcinho 55' | Relatório | Niltinho 59'    | Público: 29 600 Árbitro: BA Saul Brito Duarte |

|                                                      |       | Penalidades                                   |  |
| Convertido · Erro (defesa) · Convertido · Convertido | 3 – 0 | Erro (defesa) · Erro (defesa) · Erro (defesa) |  |

| Campeão do Norte de 1998 |
| ------------------------ |
| Sampaio Corrêa           |